# Kręgouste
Kręgouste, krągłouste, smoczkouste (Cyclostomata) – grupa wodnych kręgowców o otworze gębowym w kształcie okrągłej przyssawki. Nazwa krągłouste obejmuje minogi i śluzice zaliczane do bezżuchwowców. Postać wydłużona, robakowata, bez łusek, ciało pokryte śluzem, pozbawione żeber, szkieletu pasa barkowego i miednicowego. Nie występują płetwy parzyste. Są to zwierzęta drapieżne, padlinożerne lub pasożytnicze (niektóre półpasożytnicze). Stosunkowo prymitywnie zbudowane – mają nieparzyste nozdrza, czy segmentowane umięśnienie. Szkielet osiowy stanowi struna grzbietowa, u minogów także znajdujące się nad nią łuki naczyniowe.
Pokrewieństwo krągłoustych jest niejasne – analizy morfologiczne sugerują, że to grupa parafiletyczna (minogi bliżej spokrewnione z żuchwowcami niż ze śluzicami), podczas gdy według badań molekularnych Cyclostomata są monofiletyczne.